# DWLS

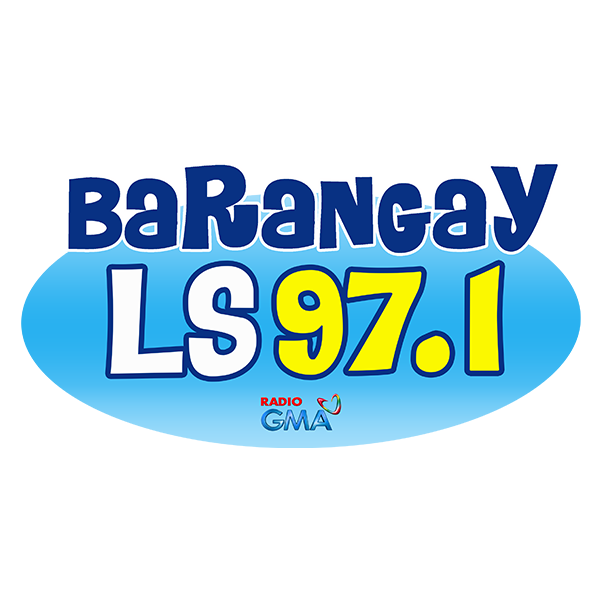
바랑가이 LS (Barangay LS) 로고

Barangay LS 97.1로 방송되는 DWLS (97.1 FM)는 GMA 네트워크가 소유하고 운영하는 라디오 방송국이다. 이 방송국은 Barangay FM의 주력 FM 역 역할을 한다. 역의 스튜디오는 GMA 네트워크 별관 건물에 위치하고 있다. 필리핀 케손시티의 쿨리아트, 탄당소라, DWLS-FM은 주 7일 24시간 운영된다. 2017년 5월에 실시된 닐슨 라디오 청중 측정 조사에 따르면 바랑가이 LS는 메트로 마닐라의 #1 FM 라디오 방송국으로 인정받았다.